# Xiuladora variable
La xiuladora variable (Colluricincla fortis) és un ocell de la família dels paquicefàlids (Pachycephalidae).

## Hàbitat i distribució
Habita boscos de l'est i sud-est de Nova Guinea i els propers arxipèlag D'Entrecasteaux i illes Trobriand.

## Taxonomia
Espècie que ha estat separada de Colluricincla megarhyncha arran els treballs de Marki et al. 2018